# 10 000 mètres féminin aux Jeux olympiques d'été de 2016
Pour un article plus général, voir Athlétisme aux Jeux olympiques d'été de 2016.
Navigation
Londres 2012 Tokyo 2020
L'épreuve du 10 000 mètres féminin aux Jeux olympiques de 2016 se déroule le 12 août 2016 au Stade olympique de Rio de Janeiro, au Brésil. Elle est remportée par l'Éthiopienne Almaz Ayana qui établit un nouveau record du monde en 29 min 17 s 45.

## Programme
Tous les horaires correspondent à l'UTC-3
| Date                  | Horaire | Manche |
| --------------------- | ------- | ------ |
| Vendredi 12 août 2016 | 11 h 10 | Finale |

## Records
Avant cette compétition, les records dans cette discipline étaient les suivants :
| Record du monde  | 29 min 31 s 78 | Wang Junxia     | Chine    | 8 septembre 1993 | Pékin |
| Record olympique | 29 min 54 s 66 | Tirunesh Dibaba | Éthiopie | 15 août 2008     | Pékin |

## Médaillées
| Or          | Argent           | Bronze          |
| Almaz Ayana | Vivian Cheruiyot | Tirunesh Dibaba |

## Résultats
| Rang               | Athlète                   | Pays                | Temps          | Notes  |
| ------------------ | ------------------------- | ------------------- | -------------- | ------ |
| Médaille d'or      | Almaz Ayana               | Éthiopie            | 29 min 17 s 45 | WR, OR |
| Médaille d'argent  | Vivian Cheruiyot          | Kenya               | 29 min 32 s 53 | NR     |
| Médaille de bronze | Tirunesh Dibaba           | Éthiopie            | 29 min 42 s 56 | PB     |
| 4                  | Alice Aprot               | Kenya               | 29 min 53 s 51 | PB     |
| 5                  | Betsy Saina               | Kenya               | 30 min 7 s 78  | PB     |
| 6                  | Molly Huddle              | États-Unis          | 30 min 13 s 17 | AR     |
| 7                  | Yasemin Can               | Turquie             | 30 min 26 s 41 | PB     |
| 8                  | Gelete Burka              | Éthiopie            | 30 min 26 s 66 | PB     |
| 9                  | Karoline Bjerkeli Grøvdal | Norvège             | 31 min 14 s 07 | PB     |
| 10                 | Eloise Wellings           | Australie           | 31 min 14 s 94 | PB     |
| 11                 | Emily Infeld              | États-Unis          | 31 min 26 s 94 | PB     |
| 12                 | Sarah Lahti               | Suède               | 31 min 28 s 43 | NR     |
| 13                 | Diane Nukuri              | Burundi             | 31 min 28 s 69 | NR     |
| 14                 | Susan Kuijken             | Pays-Bas            | 31 min 32 s 43 |        |
| 15                 | Jo Pavey                  | Grande-Bretagne     | 31 min 33 s 44 | SB     |
| 16                 | Jess Andrews              | Grande-Bretagne     | 31 min 35 s 92 | PB     |
| 17                 | Alexi Pappas              | Grèce               | 31 min 36 s 16 | NR     |
| 18                 | Yuka Takashima            | Japon               | 31 min 36 s 44 |        |
| 19                 | Darya Maslova             | Kirghizistan        | 31 min 36 s 90 | NR     |
| 20                 | Hanami Sekine             | Japon               | 31 min 44 s 44 |        |
| 21                 | Dominique Scott           | Afrique du Sud      | 31 min 51 s 47 | PB     |
| 22                 | Natasha Wodak             | Canada              | 31 min 53 s 14 | SB     |
| 23                 | Alia Saeed Mohammed       | Émirats arabes unis | 31 min 56 s 74 |        |
| 24                 | Sitora Hamidova           | Ouzbékistan         | 31 min 57 s 77 | NR     |
| 25                 | Lanni Marchant            | Canada              | 32 min 4 s 21  | SB     |
| 26                 | Carla Salomé Rocha        | Portugal            | 32 min 6 s 05  |        |
| 27                 | Salome Nyirarukundo       | Rwanda              | 32 min 7 s 80  |        |
| 28                 | Jip Vastenburg            | Pays-Bas            | 32 min 8 s 92  |        |
| 29                 | Trihas Gebre              | Espagne             | 32 min 9 s 67  | SB     |
| 30                 | Veronica Inglese          | Italie              | 32 min 11 s 67 |        |
| 31                 | Tatiele de Carvalho       | Brésil              | 32 min 38 s 21 |        |
| 32                 | Brenda Flores             | Mexique             | 32 min 39 s 08 | SB     |
| 33                 | Marielle Hall             | États-Unis          | 32 min 39 s 32 |        |
| 34                 | Beth Potter               | Grande-Bretagne     | 33 min 4 s 34  |        |
| 35                 | Marisol Romero            | Mexique             | 35 min 33 s 03 |        |
|                    | Ekaterina Tunguskova      | Ouzbékistan         |                | DNF    |
|                    | Juliet Chekwel            | Ouganda             |                | DNF    |

## Légende
Records et Performances
- AR : Record continental (area record)
- CR : Record des championnats (championship record)
- MR : Record du meeting (meet record)
- NR : Record national (national record)
- OR : Record olympique (olympic record)
- PR : Record paralympique (paralympic record)
- PB : Record personnel (personal best)
- SB : Meilleure performance personnelle de la saison (season's best)
- WL : Meilleure performance mondiale de l'année (world leader)
- WJR : Record du monde junior (world junior record)
- WR : Record du monde (world record)

Circonstances et Conditions
- DNF : N'a pas terminé (did not finish)
- DNS : N'a pas pris le départ (did not start)
- DQ : Disqualification (disqualification)
- NM : Aucun essai valable enregistré (No Mark)
- Q : Qualifié « directement » au prochain tour (ou à la prochaine compétition), lors d'une compétition majeure, grâce au classement ou à la réalisation des minima (automatic qualifier)
- q : Qualifié au prochain tour (ou à la prochaine compétition), lors d'une compétition majeure, grâce au repêchage ou à la réalisation de l'une des meilleures performances parmi celles des « non qualifiés directement » (grâce au meilleur temps ou à la meilleure distance par exemple) (secondary qualifier)